# Rittersche Windmühle
Die Rittersche Windmühle in der niedersächsischen Gemeinde Hagen im Bremischen, im Landkreis Cuxhaven, Wiesenstraße 17, am südwestlichen Ortsrand, stammt aus der zweiten Hälfte des 18. Jahrhunderts.
Aktuell (2024) wird die im Privatbesitz befindliche Mühle nicht genutzt.
Das Gebäude steht unter Denkmalschutz (siehe auch Liste der Baudenkmale in Hagen im Bremischen).

## Geschichte
Die Galerieholländer-Windmühle wurde 1778 (Inschrift) durch den Müller Joachim Andreas Hoyer gebaut. Sie ist eine der ältesten Mühlen im Landkreis Cuxhaven. Erhalten sind der zweigeschossige Backsteinunterbau, umgeben von einer hölzernen Galerie und darüber der reetgedeckte Mühlenkörper mit vier Böden. Der Mühlenkopf, die drehbare Kappe und die Flügel wurden abgenommen; die Kappe steht rechts neben der Mühle. Die Mühle hatte verschiedene Eigentümer. Die Familie Ritter hat von um 1900 bis 1959 die Mühle betrieben und sie wird nach dem letzten Mühlenbesitzer Heinricht Ritter bezeichnet. Danach wurde sie als Wochenendhaus und später als Café genutzt. Aktuell steht der Rumpf leer.
Das Landesdenkmalamt befand u. a.: „… Landschaftsbildprägend steht sie städtebaulich wirksam am südwestlichen Ortsrand von Hagen.“
Das Wohn- und Wirtschaftsgebäude Möhlenstroot 10 von 1754 gehört zur Gebäudegruppe Mühlenhof Hagen.